# Friedhelm Hufen
Friedhelm Hufen (* 24. Dezember 1944 in Winterberg) ist ein deutscher Jurist, Professor und ehemaliges Mitglied des Verfassungsgerichtshofs Rheinland-Pfalz (2008–2016).
Hufen studierte Rechtswissenschaften und Politikwissenschaft an den Universitäten Münster, Freiburg und Princeton (USA). Seine Staatsexamina legte er 1969 und 1975 in Freiburg ab. 1974 wurde er dort auch bei Konrad Hesse promoviert. Seine Habilitation erfolgte 1982 bei Hans-Peter Schneider in Hannover. Von 1982 bis 1986 war Hufen Professor für Öffentliches Recht an der Universität Augsburg, 1986 bis 1993 Ordentlicher Professor für Öffentliches Recht und Rechtsphilosophie an der Universität Regensburg und seit 1993 ist er Ordentlicher Professor für Öffentliches Recht, Staats- und Verwaltungsrecht an der Universität Mainz. 
Seine Hauptarbeitsgebiete sind Verfassungsrecht, Verwaltungsrecht, Kulturrecht, Medizinrecht und Lebensmittelrecht. Er war Gastprofessor in New Orleans, Kapstadt und Paris. In den Jahren 2004/2005 war er stellvertretender Vorsitzender der Vereinigung der Deutschen Staatsrechtslehrer. Er ist Mitglied des Universitätsrats der Universität Regensburg und stellvertretender Vorsitzender der Präimplantationsdiagnostik – Ethikkommission der Länder Baden-Württemberg, Hessen, Thüringen, Rheinland-Pfalz, Saarland. Er war Mitglied der Zentralen Ethikkommission bei der Bundesärztekammer und der Bioethikkommission des Landes Rheinland-Pfalz.
Im September 2019 gehörte er zu den etwa 100 Staatsrechtslehrern, die sich mit dem offenen Aufruf zum Wahlrecht Verkleinert den Bundestag! an den Deutschen Bundestag wandten.
Hufen ist verheiratet und Vater von vier Kindern.